# Alan Gifford
Pour les articles homonymes, voir Gifford.
Alan Gifford (nom de scène de John Lennox), né le 11 mars 1911 à Taunton (Massachusetts) et mort le 20 mars 1989 à Blairgowrie and Rattray (Perth and Kinross, Écosse), est un acteur américain.

## Biographie
Partageant sa carrière entre le Royaume-Uni (principalement) et les États-Unis, Alan Gifford joue au théâtre notamment à Londres, par exemple dans L'Amour des quatre colonels de Peter Ustinov (1951-1952, avec l'auteur et Moira Lister) et La Dame de Serck de William Douglas-Home (1974-1975, avec Celia Johnson).
Au cinéma, il contribue à quarante-trois films (majoritairement britanniques ou en coproduction), depuis The Kangaroo Kid de Lesley Selander (1950, avec Jock Mahoney et Veda Ann Borg) jusqu'à Commando de Ian Sharp (1982, avec Lewis Collins et Judy Davis). Entretemps, mentionnons Voyage en Birmanie d'Herbert Wilcox (1954, avec Errol Flynn et Anna Neagle), Un roi à New York de Charlie Chaplin (1957, avec le réalisateur et Dawn Addams), Ville sans pitié de Gottfried Reinhardt (1961, avec Kirk Douglas et Christine Kaufmann), Le Dernier Train du Katanga de Jack Cardiff (1968, avec Rod Taylor et Yvette Mimieux) et Ragtime de Miloš Forman (son avant-dernier film, 1981, avec James Cagney et Mary Steenburgen).
À la télévision (britannique et parfois américaine), il apparaît dans sept téléfilms (1956-1965) et soixante-huit séries, dont Destination Danger (trois épisodes, 1960-1965), Le Saint (deux épisodes, 1962), Au-delà du réel (un épisode, 1964) et Histoires singulières (son ultime rôle à l'écran, un épisode, 1984).

## Théâtre en Angleterre (sélection)
- 1951-1952 : L'Amour des quatre colonels (The Love of Four Colonels) de Peter Ustinov (Londres) : Colonel Wesley Breitenspiegel
- 1961 : Flight to Killgally de Ion Braby (Windsor) : Colonel Shranek
- 1974-1975 : La Dame de Serck (The Dame of Sark) de William Douglas-Home (Londres) : Bob Hathaway
- 1978 : Suite in Two Keys de Noël Coward (tournée anglaise) : Verner Conklin

## Filmographie partielle

### Cinéma
- 1950 : The Kangaroo Kid de Lesley Selander : Steve Corbett
- 1951 : La Boîte magique (The Magic Box) de John Boulting : un industriel
- 1952 : It Started in Paradise de Compton Bennett : le capitaine américain
- 1953 : Sa dernière mission (Appointment in London) de Philip Leacock : le général américain
- 1954 : Voyage en Birmanie (Lilacs in the Spring) d'Herbert Wilcox : le directeur à Hollywood
- 1955 : Hold-up en plein ciel (A Prize of Gold) de Mark Robson : Major Bracken
- 1956 : Whisky, Vodka et Jupon de fer (The Iron Petticoat) de Ralph Thomas : Colonel Newton Tarbell
- 1957 : Frontière dangereuse (Across the Bridge) de Ken Annakin : Cooper
- 1957 : Un roi à New York (A King in New York) de Charlie Chaplin : le proviseur
- 1958 : À Paris tous les deux (Paris Holiday) de Gerd Oswald : le consul américain
- 1958 : Le Ballet du désir (Screaming Mimi) de Gerd Oswald : Capitaine Bline
- 1959 : La Souris qui rugissait (The Mouse That Roared) de Jack Arnold : le responsable des tirs aériens
- 1960 : Too Young to Love de Muriel Box : M. Elliot
- 1960 : L'Homme des fusées secrètes (I Aim at the Stars) de J. Lee Thompson : le colonel américain
- 1960 : Le Joueur d'échecs (Schachnovelle) de Gerd Oswald : Mac Iver
- 1960 : Visa pour Canton (Passport to China) de Michael Carreras : Charles Orme
- 1961 : Ville sans pitié (Town Without Pity) de Gottfried Reinhardt : Général Stafford
- 1962 : Astronautes malgré eux (The Road to Hong Kong) de Norman Panama : le diplomate américain
- 1964 : La Poupée diabolique (Devil Doll) de Lindsay Shonteff : Bob Garrett
- 1966 : Passeport pour l'oubli (Where the Spies Are) de Val Guest : l'agent de sécurité
- 1966 : Arrivederci baby (Drop Dead Darling) de Ken Hughes : le militaire américain
- 1968 : Le Dernier Train du Katanga (The Mercenaries) de Jack Cardiff : Jansen
- 1968 : 2001, l'Odyssée de l'espace (2001: A Space Odyssey) de Stanley Kubrick : le père du docteur Poole
- 1968 : Trio d'escrocs (Only When I Larf) de Basil Dearden : Poster
- 1968 : Isadora de Karel Reisz : un responsable de tournée
- 1974 : Phase IV de Saul Bass : M. Eldridge
- 1981 : Ragtime de Miloš Forman : le juge
- 1982 : Commando (Who Dares Wins) de Ian Sharp : Sénateur Kohoskie

### Télévision

#### Séries
- 1958 : Perry Mason, saison 1, épisode 21 The Case of the Green-Eyed Sister de Christian Nyby : Dr Fisher
- 1958 : Gunsmoke ou Police des plaines (Gunsmoke ou Marshal Dillon), saison 3, épisode 37 Carmen de Ted Post : Major Harris
- 1960 : Ici Interpol (Interpol Calling), saison 1, épisode 20 Game for Three Hands de C.M. Pennington-Richards : Bonnier
- 1960-1965 : Destination Danger (Danger Man)
  - Saison 1, épisode 10 Affaire d'État (An Affair of State, 1960 : M. Hartley) de Peter Graham Scott et épisode 32 Le Piège (The Trap, 1961 : Colonel Whitmore) de C.M. Pennington-Richards
  - Saison 2, épisode 17 L'Affaire Castelevara (The Affair of Castelevara, 1965) : Van Horn
- 1962 : Le Saint, saison 1, épisode 3 Le Terroriste prudent (The Careful Terrorist) et épisode 8 L'Élément du doute (The Element of Doubt) : Inspecteur Fernack
- 1963 : Ce sentimental M. Varela (The Sentimental Agent), saison unique, épisode 11 The Scroll of Islam de John Paddy Carstairs : Fletcher
- 1964 : Espionage, saison unique, épisode 14 The Final Decision : Pattison
- 1964 : Au-delà du réel (The Outer Limits), saison 2, épisode 13 Le Double (The Duplicate Man) de Gerd Oswald : le guide
- 1967 : Alias le Baron (The Baron), saison unique, épisode 16 Une île (The Island) de Gordon Flemyng : l'oficier de marine
- 1968 : Les Champions (The Champions), saison unique, épisode 11 L'Île noire (The Dark Island) de Cyril Frankel : l'amiral
- 1969 : Les Règles du jeu (The Name of the Gun), saison 2, épisode 4 The Emissary de John Llewellyn Moxey : l'ambassadeur
- 1969 : Mon ami le fantôme (Randall & Hopkirk – deceased), saison unique, épisode 7 Murder Ain't What I Used to Be : Paul Kirstner
- 1981 : Bizarre, bizarre (Tales of the Unexpected), saison 4, épisode 11 Tableaux en peau d'artiste(Kindly Dig Your Grave) d'Alan Gibson : Edward
- 1984 : Histoires singulières (Hammer House of Mystery and Suspense), saison unique, épisode 11 Doux parfum de mort (The Sweet Scent of Death) de Peter Sasdy : John Fairfax

#### Téléfilms
- 1962 : A Quiet Game of Cards d'Alvin Rakoff : Foster Merrill
- 1962 : Winter Journey de Clifford Odets : Phil Cook
- 1965 : The Ambassadors de James Cellan Jones : Lambert Strether